# Rashanda McCants
Rashanda Chanee McCants (Asheville, 17 novembre 1986) è un'ex cestista statunitense, professionista nella WNBA.
È la sorella di Rashad McCants.

## Carriera
È stata selezionata dalle Minnesota Lynx al secondo giro del Draft WNBA 2009 (15ª scelta assoluta).